# Farbmetrik
Die Farbmetrik ist die Lehre von den Maßbezeichnungen der Farben. Hierbei geht es nicht um den primären Farbreiz (die physikalische Ursache), sondern um die Farbvalenz (die Sinneswahrnehmung). Insofern ist die Farbmetrik eine Farbvalenzmetrik. Farbmetriken basieren meist auf dem CIE-Normvalenzsystem, insbesondere auf der Definition eines „Normalbeobachters“, der als Bezugswert für die Farbmessung dient.
Die Farbmetrik ist wichtig bei der Farbmessung: Bei der Farbmessung geht es darum die Farbwahrnehmung durch wenige Zahlen präzise zu beschreiben. Der Sinneseindruck wird häufig aufgeteilt in Farbton, Farbsättigung und Helligkeit. Das erfolgt durch die Anwendung von entsprechenden Farbmodellen.
Die Farbmetrik ist auch die Grundlage für die Farbwiedergabe: Basierend auf den „wenigen“ Zahlwerten der Farbmetrik soll eine möglichst genau entsprechende Farbwiedergabe z. B. durch einen Drucker oder einen Bildschirm erfolgen.

## Unterteilung
- Die niedere Farbmetrik beurteilt die Gleichheit von Farben. Sie stellt mittels mathematischer Formeln das visuelle Ergebnis einer Farbbetrachtung oder eines Farbvergleichs zahlenmäßig dar. Man spricht auch von eindeutigen Farborten. Die additive Farbmischung wendet die niedere Farbmetrik an, da drei Komponenten, entsprechend der Empfindlichkeit der Zapfen, so kombiniert werden, dass die gleiche (hier gewünschte) Farbwahrnehmung erreicht wird. Sie beruht auf den Graßmannschen Gesetzen.
- Bei der höheren Farbmetrik geht es um die Quantifizierung von wahrgenommenen Farbunterschieden. Sie stellt einen Bezug zwischen verschiedenen Farborten her. Der numerische Unterschied zwischen Farborten soll dabei auch zum wahrgenommenen Unterschied passen. Siehe auch: MacAdam-Ellipsen.

## Anwendung
Geräte zur Farbmessung oder Farbprüfung werden Kolorimeter genannt. Einige Anwendungen der Farbmetrik sind:
- Farbreproduktion im Druck
- Rezeptieren bei der Farbnachstellung von Körperfarben und der instrumentellen Abmusterung
- Farbenlehre: Interpretation und Prüfung von Messergebnissen, auf denen Farbmodelle basieren. Experimentelle Grundlage für weitere Erforschung von Farbräumen und Farbsystemen.
- Analyse chemischer Substanzen

## Farbmessung

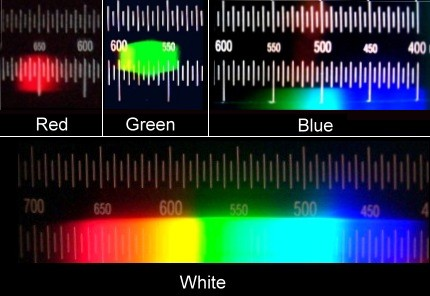
Spektrum von Leuchtdioden in rot, grün, blau und weiß. Farbvalenz entspricht der Benennung, das Licht im Spektrum ist der Farbreiz

Bei der Farbmessung entspricht „Farbe“ immer dem Sinneseindruck (Farbvalenz). Das eigentliche Messziel ist nicht das Lichtspektrum, also der (physikalische, spektrale) Farbreiz, sondern die (wahrgenommene) Farbvalenz. Weniger üblich aber exakter ist daher die Bezeichnung Farbvalenzmessung.
Die Messung erfolgt prinzipiell nach dem Lambert-Beerschen Gesetz (Lichtabsorption). Die Absorption ist abhängig von der Licht-Wellenlänge. Deshalb werden (möglichst schmale) Intervalle von Wellenlängen gebildet und einzeln vermessen.
Der Farbreiz kann also mit lichtempfindlichen Messgeräten gemessen werden. Die gewünschte numerische Darstellung der Farbvalenz in einem Farbraum erfordert zusätzlich einen mathematischen Apparat oder geeignete materielle Filterung. Anders gesagt:
- Die physikalische Messung erfolgt instrumentell entsprechend der spektralen Zusammensetzung des aufgenommenen Lichts.
- Die Umformung (Abbildung) des Ergebnisses auf die Farbvalenz (Sinneseindruck durch drei Zapfenabsorptionen) erfolgt durch Rechnung. Die rechnerische Abbildungsfunktion ergibt sich aus der Definition des verwendeten Farbraumes. Bei der Farbvalenzmessung geht es also um die Auswahl und Anwendung eines geeigneten Farbraumes.

### Abgrenzung
Farbmessung ist eine „sinnesorientierte Messung“ des Zusammenwirkens von drei unterschiedlichen Farbvalenzen. Die Bestimmung von speziellen anderen Messzahlen, wie der Weißgrad von Papier, die Jodfarbzahl, Bleichgradzahlen oder die Kolorimetrie (Konzentrationsmessung), sind hier im engeren Sinne nicht als Farbmessung zu verstehen.
Ebenso ist eine Farberkennung nicht der Farbmessung zuzuordnen, da das Ergebnis einer Farberkennung eine Farbbezeichnung oder Farbnummer ergibt – nicht aber eine Farbmaßzahl.

### Messverfahren
Zur Messung der Farbe (Farbvalenzen) gibt es verschiedene Verfahren.
GleichheitsverfahrenBei diesem Verfahren wird das Untersuchungsmuster mit einer Serie bekannter Standardmuster solange verglichen, bis die Gleichheit sicher festgestellt ist. Das erfolgt durch ein technisches Gerät oder visuell durch eine Person. Es können dabei auch die gewählten (drei) Grundfarben anteilig angeboten werden. Technische Umsetzungen sind der Farbkreisel oder die maxwellsche Betrachtungsweise: Im ersten Falle wird durch einen schnellen Wechsel die zeitliche Auflösung des Messgerätes (etwa des Auges) unterschritten, im zweiten Falle wird durch eine Unscharfstellung eine räumliche Verteilung der Grundfarben auf eine (scheinbar) gemeinsame Fläche gebracht und so vom Auge als einheitlicher Farbeindruck wahrgenommen. Üblicherweise nutzt diese Methode das Gleichheitsurteil des normalsichtigen Auges, sie ist also tatsächlich subjektiv. Die Entwicklung teurer technischer Geräte ist durch verbesserte Rechentechnik zugunsten der beiden folgenden Methoden, die jedoch Berechnungen erfordern, eingestellt worden.
Helligkeitsverfahren (Dreibereichsverfahren)Der Farbreiz trifft einen Empfänger, dessen spektrale Empfindlichkeit durch Vorschalten geeigneter Farbfilter den Grundfarben-Spektralwerten entspricht. Das Messelement (Photozelle, heute Photodioden) misst eine „Helligkeit“, die (idealerweise) dem Reiz an den Zapfen entspricht. Der ermittelte Messwert entspricht dadurch direkt der Farbvalenz. Am geeignetsten sind Filter nach den Normspektralwertkurven. Wenn die drei so definierten Farbfilter (oder Farbfilterkombinationen) nacheinander vorgeschaltet werden, ergeben sich unmittelbar die drei Normfarbwerte. Messvoraussetzung ist es, dass die Transmissionskurven der Filter die Luther-Bedingung einhalten. Die Messgenauigkeit ist davon abhängig, wie gut die spektrale Zusammensetzung der Farbfilter angepasst ist. Nach diesem Prinzip arbeiten Farbsensoren, die in einem Gehäuse drei Fotodioden mit drei vorgeschalteten Filtern besitzen.
SpektralverfahrenJede der drei Farbvalenzen ist ein Integral über alle spektralen (monochromatischen) Farbvalenzen. Über den Wellenlängenbereich des sichtbaren Lichtes wird das Spektrum (also zugehörige Intensitäten) der zu untersuchenden Lichtfarbe oder Körperfarbe ausgemessen. Bei Körperfarben muss auch die beleuchtende Lichtart einbezogen sein. Durch eine über hundertjährige Geräteentwicklung (Spektralphotometer, Spektrometer) mit angeschlossener Rechentechnik machen leistungsfähige Geräte dieses Verfahren zum heute meistens angewandten.

### Auswerteverfahren bei spektralen Messungen
Gemessene Spektren werden im Messgerät zunächst als Liste von Zahlen gespeichert: Die Liste enthält einen Zahlenwert für jede Wellenlänge, bei der gemessen wurde. Diese Zahlenwerte werden vom Farbmessgerät auf gewünschte Farbkoordinaten umgerechnet.
Dazu werden die gemessenen spektralen Werte mit entsprechenden Bezugsgrößen bewertet und weiterverarbeitet. Als Bezugsgröße dient in der Regel ein von der Internationalen Beleuchtungskommission (CIE) definierter Normalbeobachter, der durch {\displaystyle {\overline {x}}},{\displaystyle {\overline {y}}},{\displaystyle {\overline {z}}}-Spektralwertfunktionen charakterisiert ist. Diese Spektralwertfunktionen stehen in entsprechenden Normen im Abstand von einem Nanometer tabelliert zur Verfügung.

#### Gewichtsordinatenverfahren
Das Ziel der Auswertung ist es, aus dem gemessenen Spektrum von einem Farbreiz {\displaystyle \phi } die entsprechende Farbvalenz {\displaystyle {\mathfrak {F}}} als Maß für die Farbwahrnehmung zu bestimmen. Die Farbvalenz {\displaystyle {\mathfrak {F}}} ist ein Vektor, der einen Ort in einem dreidimensionalen Farbraum eindeutig kennzeichnet. Der Farbraum wird durch 3 Basisvektoren aufgespannt. Die Basisvektoren des CIE-Normvalenzsystems werden im Folgenden mit {\displaystyle {\mathfrak {X}},{\mathfrak {Y}},{\mathfrak {Z}}} abgekürzt. Die Schreibweise unterstreicht, dass es sich auch dabei um Vektoren handelt.
Die Farbvalenz {\displaystyle {\mathfrak {F}}} wird als Vielfaches dieser Basisvektoren ausgedrückt. Die zugehörigen Werte sind {\displaystyle X,Y,Z}. Diese Werte sollen durch das Gewichtskoordinatenverfahren aus dem gemessenen Spektrum berechnet werden.
Als Formel wird der Zusammenhang wie folgt geschrieben:
{\displaystyle {\mathfrak {F}}=X*\,{\mathfrak {X}}+Y*\,{\mathfrak {Y}}+Z*\,{\mathfrak {Z}}}
Anzumerken ist, dass auch andere Basisvektoren wie zum Beispiel  {\displaystyle {\mathfrak {R}},{\mathfrak {G}},{\mathfrak {B}}} verwendet werden könnten, mit zugehörigen Maßzahlen {\displaystyle r,g,b}:
{\displaystyle {\mathfrak {F}}=r*\,{\mathfrak {R}}+g*\,{\mathfrak {G}}+b*\,{\mathfrak {B}}}
Die Formeln können als Darstellung einer additiven Farbmischung betrachtet werden. Beispielsweise ergibt sich {\displaystyle {\mathfrak {F}}} aus der Mischung von {\displaystyle r} Teilen {\displaystyle {\mathfrak {R}}} (rot) mit {\displaystyle g} Teilen {\displaystyle {\mathfrak {G}}} (grün) und mit {\displaystyle b} Teilen {\displaystyle {\mathfrak {B}}} (blau).
Wenn die Basisvektoren klar definiert sind, dann lassen sich die verschiedenen Darstellungen durch Koordinaten-Transformationen ineinander umrechnen.
Die Verwendung der Basisvektoren {\displaystyle {\mathfrak {X}},{\mathfrak {Y}},{\mathfrak {Z}}} hat den Vorteil, dass sich die Definition des CIE-Normbeobachters direkt auf das gemessenen Spektrum {\displaystyle \phi } anwenden lässt. Die Umrechnung von {\displaystyle X,Y,Z} in einen anderen Farbraum lässt sich dann nachträglich durchführen.
Das gemessene Spektrum {\displaystyle \phi } besteht aus einer Zahlenreihe, bei der jeder Wert einer bestimmten Wellenlänge {\displaystyle \lambda } zuzuordnen ist. Jeder Wert des Spektrums entspricht der Intensität des Lichtes an einer bestimmten Wellenlänge. Der Abstand zwischen jeweils zwei Wellenlängen im Spektrum ist {\displaystyle \Delta \lambda }.
Die Wahrnehmung des Auges ist abhängig von der Wellenlänge. Und diese Abhängigkeit von {\displaystyle \lambda } wird durch den tabellierten CIE-Normbeobachter {\displaystyle {\overline {x}},{\overline {y}},{\overline {z}}} nachgebildet. Für die weitere Berechnung benötigen wir eine tabellarische Darstellung von {\displaystyle {\overline {x}},{\overline {y}},{\overline {z}}}, wobei die Wellenlängenschrittweite {\displaystyle \Delta \lambda } und der Wellenlängenbereich natürlich gleich sein müssen, wie bei {\displaystyle \phi }. Die Daten des Normbeobachter, die von der CIE bereitgestellt sind, umfassen den Wellenlängen-Bereich von 380 nm bis 760 nm.
Für die Berechnung von {\displaystyle X,Y,Z} werden die Werte des gemessenen Spektrums {\displaystyle \phi } mit den entsprechenden Werten des Normbeobachters {\displaystyle {\overline {x}},{\overline {y}},{\overline {z}}} an derselben Wellenlänge gewichtet (multipliziert) und anschließend alles aufsummiert.
D.h. es wird das Skalarprodukt aus {\displaystyle \phi } und den Spektralfunktionen des CIE-Normbeobachters gebildet:
{\displaystyle X=\phi \cdot {\overline {x}}}
{\displaystyle Y=\phi \cdot {\overline {y}}}
{\displaystyle Z=\phi \cdot {\overline {z}}}
Die Farbvalenz {\displaystyle {\mathfrak {F}}} ist damit berechnet und das Ergebnis wird als Wertetripel {\displaystyle (X,Y,Z)} angegeben.
Je nach weiterer Verarbeitung wird aus diesem Wertetripel nun ein Farbort in einem gewünschten Ziel-Farbraum bestimmt. Die CIE hatte dafür ursprünglich die CIE-Normfarbtafel vorgesehen, die aufgrund der Achsenbezeichnung auch einfach xy-Diagramm genannt wird.
Für die Interpretation des Ergebnisses ist die Lichtart der Beleuchtung zu berücksichtigen:
Das gemessene Spektrum {\displaystyle \phi } ist ja häufig die Körperfarbe eines beleuchteten Körpers. D.h. {\displaystyle \phi } ergibt sich aus dem messbaren Spektrum der Beleuchtung {\displaystyle S} und den spektralen Eigenschaften des Körpers (durch wellenlängenabhängige Reflexion und Transmission).
{\displaystyle \phi =S\circ \beta \quad }     Farbreiz bei Reflexion (elementweise Multiplikation mit der Remmissionskurve für jede Wellenlänge)
{\displaystyle \phi =S\circ \tau \quad }     Farbreiz bei Transmission (elementweise Multiplikation mit der Transmissionskurve für jede Wellenlänge)
Um eine standardisierte Messung zu erreichen, sind daher standardisierte Beleuchtungsbedingungen erforderlich.

#### Auswahlkoordinatenverfahren
Bei diesem Verfahren entfällt durch Umwertung der Integrale die Multiplikation. Unter Anwendung eines Satzes von tabellierten Normwerten wird an geeigneten Stützstellen der spektrale Messwert ermittelt.  Es werden hier die ausgewählten βλ bzw. τλ bestimmt und so ist nur eine Addition dieser Zahlenwerte nötig.

#### Spektralbandverfahren
Andersherum kann auch die Strahlungsverteilung der Lichtquelle zusammengefasst werden und in diesem Spektralintervall gemessen werden. Entsprechend ergeben sich die Farbwerte durch Ausmessung der Farbreize in diesen Intervallen.

### Farbmessgeräte
Seit den 1980er Jahren sind Farbmessgeräte zumeist Spektralphotometer, die die Spektralkurve automatisch registrieren und dann auf dem eingesetzten Chip die notwendige Integration der erhaltenen Messwerte auch ausführen. Die Ausgabe der Messwerte kann dann selbstverständlich in verschiedenen Koordinaten (entsprechend dem gewünschten Farbraum) oder auch als Spektralkurve erfolgen. Durch Speicherung lassen sich dann auch die Farbabstände zwischen der Farbvorlage und einer Serie von Mustern ausgeben. Durch Umrechnung auf verschiedene (bevorzugt normierte) Lichtarten lässt sich auch der Metamerieindex von Vorlage zu Probe errechnen.

## Farbmodelle

### Farbe und Helligkeit

V-Lambda-Kurve: Hellempfindlichkeitskurve für Nacht-(links) und Tagsehen

Erst ab einer bestimmten Helligkeit ist die aus drei Komponenten gebildete Farbenwelt gegeben (Tagsehen). Das trichromatische Sehen erfolgt mit den Zapfenzellen in der Netzhaut des Auges, die jeweils unterschiedliche Opsine enthalten. Die Hellempfindlichkeitskurve des Auges für Nacht- und Tagsehen wird in der V-Lambda-Kurve dargestellt.
Diese drei Zapfentypen, deren Erregungen die Farbvalenz der einfallenden Strahlung als untrennbare Gesamtwirkung der drei Einzelerregungen liefern, haben unterschiedliche spektrale Empfindlichkeitskurven beim durchschnittlichen farbnormalsichtigen Beobachter. Normiert auf gleiche Gesamtflächen der drei Kurvenzüge ergeben sich die Normspektralwertfunktionen. Wenn also jeder Rezeptor 1/3 der Gesamterregung liefert, dann wird unbunt (weiß, grau oder schwarz) empfunden. Die Größe der Gesamterregung ({\displaystyle B+G+R}) ergibt die Farbhelligkeit.

### Der Zapfenerregungsraum als Farbraummodell

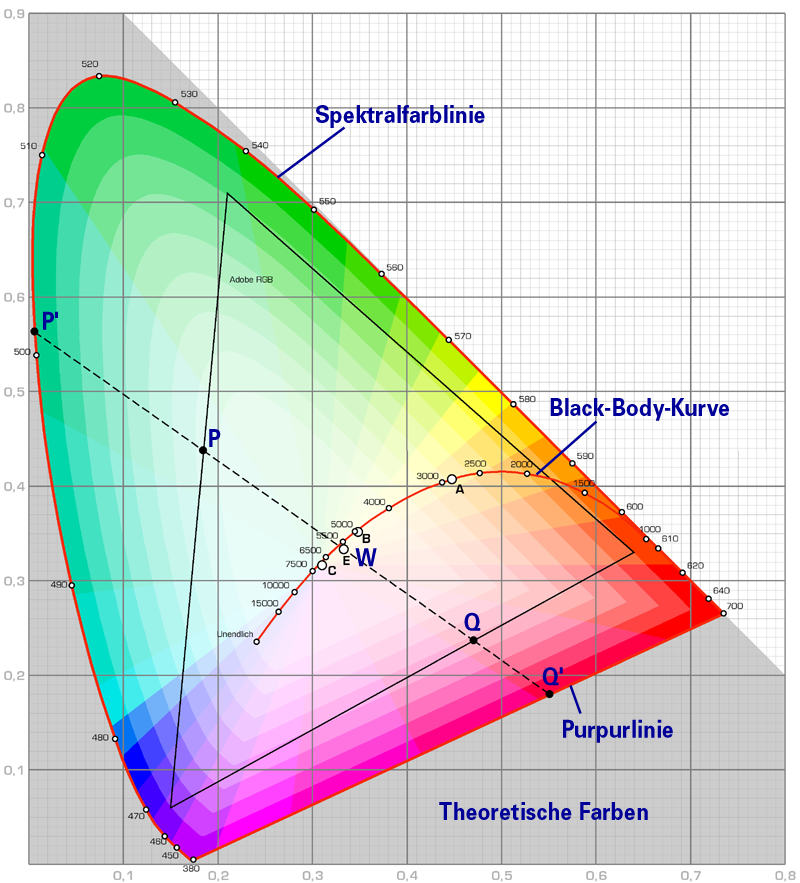
Die CIE-Normfarbtafel stellt eine 2-dimensionale Veranschaulichung des XYZ-Farbraumes in normierten Achsen x und y dar. Die dritte Komponente ist durch eindeutig bestimmt.

Der Farbton ist durch die relativen Erregungen {\displaystyle b}, {\displaystyle g}, {\displaystyle r} gegeben: {\displaystyle b=B/(B+G+R)} usw. Da gilt: {\displaystyle b+g+r=1}, braucht man nur zwei Anteile ({\displaystyle r} und {\displaystyle g}) anzugeben, um einen Farbton eindeutig zu kennzeichnen. In einer {\displaystyle r}-{\displaystyle g}-Ebene ist nur ein Dreieck möglich, weil es keine negativen Erregungen gibt. Die Ecken des Dreiecks können nicht erreicht werden, weil es keinen Farbreiz gibt, der nur einen Farbrezeptor erregt. Der Spektralfarbenzug schließt sich nicht. Um den Bogen zu schließen, braucht man die Mischfarben zwischen Violett und Rot, die Purpurgerade. Im CIE-Normvalenzsystem ergibt sich die Normfarbtafel, die in der DIN 5033 genutzt wird.
Unterschiedliche Sättigungen der Farben zum Weiß oder zum Schwarz hin können mit einer zweidimensionalen Normfarbtafel nicht berücksichtigt werden. Hierzu braucht man ein dreidimensionales Gebilde, den Farbraum, wie eine Kugel, bei der ein Weißpol und ein Schwarzpol vorhanden sind, und ein Farbkreis den Äquator bildet.
Sollen alle Farbtöne als gleich weit voneinander entfernt wahrgenommen werden, verändert sich diese Kugel zu einem „merkwürdig“ geformten Farbkörper. Im Blau bekommt die Kugel einen Bauch – sie wird konvexer. Bei Purpur und Rot flacht die Kugel ab und bekommt bei Gelb ein weit herausstehendes „Knie“ – eine Ecke. Dieser subjektiv bestimmte Farbkörper der Wahrnehmung deckt sich mit dem möglichen, aus den Funktionen der Zapfenerregungen errechneten Erregungsraum.

### Imaginäre Farben
Die Bezeichnung imaginäre Farben steht für nichtexistente, unreale „Farben“ oder besser unreale Farbvalenzen, für solche gibt es in der physikalischen Welt der elektromagnetischen Wellen keine Farbreize. Auf der Abbildung der CIE-Normfarbtafel sind es die grauen Flächen, der dort als theoretische Farben bezeichneten Anteile. Im LMS-Farbraum der Zapfen lassen sich alle wahrnehmbaren Farben (Farbvalenzen) beschreiben. Die Messungen in Vorbereitung des CIE-Systems und spätere mikrospektralfotometrische Bestimmungen am Auge konnten objektiv nur reale Farben bestimmen. Grundsätzlich können im dreidimensionalen Farbraum allerdings beliebige Primärvalenzen als Koordinaten genutzt werden und es ergibt sich so eine ebenso große Vielzahl an denkbaren Farbräumen. Solch ein (mathematischer) Raum kann größer sein als es einer Transformation des Zapfenraumes entspricht. Die „außerhalb“ liegenden und deshalb nicht wahrnehmbaren Farbkonstrukte werden als imaginäre Farben bezeichnet, es sind letztlich Hilfsmittel bei der Berechnung von Farbräumen. Um solche Farborte messtechnisch zu erreichen, wird bei Messungen im Farbvergleich nicht am „Ist“-Licht, sondern (faktisch als Subtraktion) am „Soll“-Licht geändert, es handelt sich beim Messvorgang um eine äußere Farbmischung.